# 幽靈女友
《幽靈女友》（日语：幽かな彼女）是關西電視台的制作由2013年4月9日開始在富士電視台系列每週星期二的22:00 - 22:54（JST）播放的日本電視劇。
初回之前的節目《鴨去京都～老牌旅館的老闆娘日記～》的時間延長10分鐘，所以首集也延長10分鐘，於22:10 - 23:14播放。
廣告標語是「老師的背後，是秘密。（先生の背後に、ヒミツあり。）」。

## 故事
有12年經驗的中學社會老師神山曉（香取慎吾飾），轉到了小原南中學任教。新宿舍曾經鬧過鬼，不信邪的神山執意搬入居住，有靈異體質的他，發現裡頭住著一位美女地縛靈小茜（杏飾）。她除了知道自己在25歲去世，和生前是個老師以外，什麼都不記得。原本對教學已失去熱誠的阿曉，在小茜的潛移默化的開導下，替學生解決了許多問題，兩人之間還發展出曖昧的人鬼戀情…。

## 角色

### 主要人物
神山曉（かみやま あきら） - 香取慎吾
小原南中学3年2班導師。34歳。社會科教師。擁有能看見幽靈的靈異体質，對此感到相當厭煩。擔任教職12年，因過去發生的某個事件，從此與學生保持距離，只求平安無事。
小茜（アカネ） - 杏
在神山宿舍的女幽靈。沒有生前的記憶，只記得自己叫茜和曾經當過老師這件事。本屬於地縛靈，無法離開神山的房間。在找到「根」之後得以暫時離開屋子（「根」為小茜的靈體所延伸出來的長線，被綁在榻榻米下的木頭地板上，若某人將綁著「根」的地板切下隨身攜帶，小茜就可以跟著此人在外短暫活動）。後來因恢復生前的記憶而成為浮遊靈，本名為瀧澤茜。昭和61年（1986年）為小原南中學校的教師，擔任英語教師及合唱團的顧問。
河合千穗（かわい ちほ） - 前田敦子
小原南中学3年2班副導師。23歳。国語教師。學校人氣No.1的老師，個性活潑，總是面帶笑容，會認真傾聽學生的煩惱。但這只是她的表面，其實她對教師這個職業沒什麼理想，和曉一樣覺得不要和學生有太多交集。
林邦彦（はやし くにひこ） - 北山宏光（Kis-My-Ft2）
小原南中学3年1班副導師。26歳。英語教師。和曉住同一棟宿舍。態度親切，討人喜愛。對教職有很高的理想，但卻經常吃力不討好，既被學生瞧不起，也不受家長尊重。
大原操緒 - 濱田麻里
小原南中学3年1班導師。数学教師。
吉岡先生（よしおかさん） - 佐藤二朗
浮遊靈。小茜的唯一朋友。
岩名清二（いわな せいじ） - 高嶋政宏
小原南中学3年3班導師，学年主任。46歳。体育教師。雖然長得一副凶神惡煞的樣子，但其實對教學很熱心。性格嚴厲而真誠，在學生中有不錯的評價。
霧澤和泉（きりさわ いずみ） - 真矢美季（中學時代：青木珠菜）
小原南中学副校長。42歳。以前是律師。曾經是小茜的學生。

### 次要人物
小惠（メグミ） - 上間美緒
浮遊靈。吉岡先生的女友，小茜的朋友。
進藤 - 趙珉和
羽生公寓（メゾン羽生）的管理員。
進藤一樹 - 橋本智哉
管理員的兒子。
後藤田法子 - 布施繪理
學校教育學者。

### 小原南中学 3年2班
重田誠 - 田口司

中島智也 - 市川理矩

東川奈奈子 - 浅川梨奈

老谷美香 - 中村由里香

向井樹里 - 近藤玲奈

遠藤秀人 - 岡田隆之介

小久保健太 - 澤畠流星

矢澤舞 - 飯豐萬理江

葉山風 - 柴田杏花
全學年第一的高材生。有瞧不起周圍人的傾向。
野本香織 - 荒川知花
劍道社的主力，也是班上的班長。會照顧其他同學，是老師眼中的好學生。然而父母已貌合神離，內心充滿不安。
下川千夏 - 關紫優

倉田圓花 - 平祐奈

大宮斗真 - 藤原薰

石田航 - 松井健太
香織的戀人。
岡本香奈 - 未來穂香
與母親相依為命，家境並不富裕。國小時常被欺負，國中時為了保護自己，不得不加入里紗的小圈子中。
佐藤優香 - 森川真衣

柚木明日香 - 廣瀨鈴
對於自己父母親平凡無奇的生活感到不滿。最大的夢想是成為模特兒。
手嶋健太郎 - 岩橋玄樹（King & Prince）
很喜歡明日香。對於神山老師的突擊檢查感到相當不滿。
森岡大樹 - 渡邊貫裕

高橋蓮 - 井上翔

藤江俊介 - 萩原利久
成績優異，但因比不上葉山而永遠只拿到第二名，心中有著很大的壓力。
根津亮介 - 森本慎太郎（SixTONES）
有著不良紀錄的男生，很在意小夜。
藤田朋美 - 上白石萌歌
性格老實，有些唯唯諾諾。為了改變自己而加入舞蹈社。
森野小夜 - 森迫永依
父親是寺廟住持，母親是主婦。跟班導神山老師一樣具有靈異體質，也看的到小茜，因此與他們熟識了起來。
水澤真由美 - 加藤里保菜

皆川隆雄 - 岡山智樹

京塚里紗 - 山本舞香
父親是政治家，母親是家長會長，是老師最不想招惹的對象。
相田拓途 -神宮寺勇太（King & Prince）
爺爺過世，父母親工作忙碌，沒有能夠請訴心中想法的對象而感到孤獨，一度誤入歧途。
西原翼 - 佐奈宏紀

田嶋萌 - 田邊桃子

### 客串人物

#### 第1話
本間綾乃 - 黑崎莉奈
本間貴子 - 瀧澤涼子
相田史江 - 松山美雪

#### 第2話
岡本美緒里 - 春木美佐代
京塚麗子 - 宮地雅子（第5、7－最終話）

#### 第3話
柚木俊平 - 相島一之
柚木今日子 - 丸山優子
冬木健 - 渡邊紘平

#### 第4話
富美 - 葵
真希 - 中村朝佳
早苗 - 鈴木霞
高野隼人 - 飯田一德

#### 第5話
藤江啓介 - 小木茂光
藤江愛子 - 渡邊杉枝
轟木庸一郎 - 加藤虎之介（第8－最終話）

#### 第6話
石田菜穗子 - 比佐廉（最終話）
野本步美 - 森下真尋
野本哲哉 - 麻倉卓也

死後第4度造訪輕井澤的西洋歌星。此人物並僅出現在吉岡先生的台詞中。

#### 第7話
廣田霞 - 波瑠（中学時代：大友花戀）
有澤希美 - 西山奈那
亞里莎 - 遊馬梅耶
根津剛裕 - 吉見幸洋
渡邊淳也 - 廣田亮平（第8－10話）

#### 第8話
京塚遼一 - 勝信
京塚里穗 - 松尾寧夏

#### 第9話
京塚總悟 - 飯田基祐（第10－最終話）

## 工作人員
- 劇本 - 古家和尚
- 音樂 - 井筒昭雄
- 主題曲 - SMAP「Joy!!」（Victor Entertainment）
- 製作人 - 木村淳
- 導演 - 白木啓一郎、田中耕司、星野和成（MMJ）
- 製作出品 - 關西電視台

## 播出時間
| 各集                                                                 | 播放日期      | 副標題                             | 主要學生            | 導演       | 收視率 |
| -------------------------------------------------------------------- | ------------- | ---------------------------------- | ------------------- | ---------- | ------ |
| 第1話                                                                | 2013年4月9日  | （老師毫無熱情，「靈」感卻很強？） | 相田拓途            | 白木啓一郎 | 11.8%  |
| 第2話                                                                | 2013年4月16日 | （國中生的經濟差異！？）           | 岡本香奈            | 白木啓一郎 | 10.2%  |
| 第3話                                                                | 2013年4月23日 | （演藝圈的陷阱！14歲的覺悟）       | 柚木明日香          | 白木啓一郎 | 10.7%  |
| 第4話                                                                | 2013年4月30日 | （老師這個職業有什麼意義呢？）     | 藤田朋美            | 星野和成   | 11.6%  |
| 第5話                                                                | 2013年5月7日  | （「體罰」這個名詞的魔力）         | 葉山風 藤江俊介     | 星野和成   | 11.5%  |
| 第6話                                                                | 2013年5月14日 | （小茜消失了！？居然有這種事）     | 野本香織 石田航     | 田中耕司   | 11.4%  |
| 第7話                                                                | 2013年5月21日 | （坦然承認失敗）                   | 根津亮介 手嶋健太郎 | 白木啓一郎 | 11.8%  |
| 第8話                                                                | 2013年5月28日 | （欺負者的惡性循環）               | 森野小夜 京塚里紗   | 星野和成   | 11.5%  |
| 第9話                                                                | 2013年6月4日  | （欺負者，會讓自己看見黑暗）       | 京塚里紗            | 白木啓一郎 | 10.1%  |
| 第10話                                                               | 2013年6月11日 | （神山老師的最後一堂課）           | 矢澤舞 京塚里紗     | 白木啓一郎 | 11.9%  |
| 最終話                                                               | 2013年6月18日 | （再見了，老師）                   | 全體學生            | 白木啓一郎 | 14.1%  |
| 平均收視率 11.5%（收視率是以關東地区・Video Research調查數據為基準） |               |                                    |                     |            |        |

## 外部連結
- 關西電視台官方網站 （页面存档备份，存于）（日語）
- 富士電視台官方新聞稿（日語）

## 節目的變遷
| 關西電視台、富士電視台系 週二10時連續劇 | 關西電視台、富士電視台系 週二10時連續劇       | 關西電視台、富士電視台系 週二10時連續劇 |
| --------------------------------------- | --------------------------------------------- | --------------------------------------- |
|                                         | （2013年4月9日－6月18日）                     |                                         |
| 沙希 （2013年1月8日－3月19日）          | STAR MAN 這顆星上的戀愛 （2013年7月9日－9月） |                                         |

| 香港 有線劇集台 星期六 22:00 - 23:00 6月14日 22:15 - 23:15 | 香港 有線劇集台 星期六 22:00 - 23:00 6月14日 22:15 - 23:15 | 香港 有線劇集台 星期六 22:00 - 23:00 6月14日 22:15 - 23:15 |
| ---------------------------------------------------------- | ---------------------------------------------------------- | ---------------------------------------------------------- |
|                                                            | （2014.04.05 - 2014.06.14）                                |                                                            |
| （2014.01.18 - 2014.03.29）                                | （2014.06.21 - 2014.09.06）                                |                                                            |

| 台灣 緯來日本台 週一至週五20:00-22:00 | 台灣 緯來日本台 週一至週五20:00-22:00 | 台灣 緯來日本台 週一至週五20:00-22:00 |
| ------------------------------------- | ------------------------------------- | ------------------------------------- |
|                                       | （2014年8月4日－8月18日）             |                                       |
| （2014年5月27日－8月1日）             | （2014年8月19日）                     |                                       |